# Wind of Change (álbum)
Wind of Change es el primer álbum como solista de Peter Frampton, publicado en 1972. Contiene participaciones de Ringo Starr, Billy Preston y Klaus Voorman.

## Lista de canciones
Todas las canciones escritas por Peter Frampton, excepto "Jumpin' Jack Flash", escrita por Mick Jagger y Keith Richards
1. "Fig Tree Bay" – 3:36
2. "Wind of Change" – 3:05
3. "Lady Lieright" – 2:56
4. "Jumpin' Jack Flash" (Jagger, Richards) – 5:20
5. "It's a Plain Shame" – 3:14
6. "Oh for Another Day" – 3:53
7. "All I Wanna Be (Is by Your Side)" – 6:36
8. "The Lodger" – 5:44
9. "Hard" – 4:30
10. "Alright" – 4:26

## Listas de éxitos

### Álbum
| Año  | Lista      | Posición |
| ---- | ---------- | -------- |
| 1972 | Pop Albums | 177      |

### Sencillos
| Año  | Sencillo           | Lista | Posición |
| ---- | ------------------ | ----- | -------- |
| 1972 | Jumpin' Jack Flash |       |          |
| 1972 | It's A Plain Shame |       |          |